# Madlen Summermatter
Madlen Summermatter (ur. 1 sierpnia 1974 w Staldenried) – szwajcarska narciarka alpejska, brązowa medalistka mistrzostw świata juniorów.

## Kariera
Pierwszy raz na arenie międzynarodowej Madlen Summermatter pojawiła się w 1992 roku, startując na mistrzostwach świata juniorów w Mariborze. Jej najlepszym wynikiem było tam jedenaste miejsce w kombinacji. Podczas rozgrywanych rok później mistrzostw świata juniorów w Montecampione wywalczyła srebrny medal w supergigancie. W zawodach rozdzieliła na podium dwie Włoszki: Isolde Kostner oraz Alessandrę Merlin. Na tej samej imprezie była też między innymi jedenasta w kombinacji.
W zawodach Pucharu Świata zadebiutowała 16 stycznia 1993 roku w Cortina d’Ampezzo, gdzie zajęła 30. miejsce w supergigancie. Tym samym już w swoim debiucie wywalczyła pierwsze pucharowe punkty. Nigdy nie stanęła na podium zawodów pucharowych, najwyższa lokatę uzyskała 3 grudnia 1995 roku w Lake Louise, gdzie bieg zjazdowy ukończyła na piątej pozycji. Najlepsze wyniki osiągała w sezonie 1995/1996, kiedy zajęła 34. miejsce w klasyfikacji generalnej. W 1996 roku wystartowała na mistrzostwach świata w Sierra Nevada, zajmując między innymi siedemnaste miejsce w supergigancie i osiemnaste w zjeździe. Zajęła także piętnaste miejsce w supergigancie podczas mistrzostw świata w Sestriere w 1997 roku. Nigdy nie wystąpiła na igrzyskach olimpijskich. W 1997 roku zakończyła karierę.

## Osiągnięcia

### Mistrzostwa świata
| Miejsce | Dzień     | Rok  | Miejscowość   | Konkurencja | Czas biegu  | Strata  | Zwyciężczyni       |
| ------- | --------- | ---- | ------------- | ----------- | ----------- | ------- | ------------------ |
| 17.     | 12 lutego | 1996 | Sierra Nevada | Supergigant | 1:21,00 min | +1,89 s | Isolde Kostner     |
| 18.     | 18 lutego | 1996 | Sierra Nevada | Zjazd       | 1:54,06 min | +2,58 s | Picabo Street      |
| DNF1    | 22 lutego | 1996 | Sierra Nevada | Gigant      | 2:10,74 min | -       | Deborah Compagnoni |
| 15.     | 11 lutego | 1997 | Sestriere     | Supergigant | 1:23,50 min | +1,84 s | Isolde Kostner     |

### Mistrzostwa świata juniorów
| Miejsce | Dzień     | Rok  | Miejscowość   | Konkurencja | Czas biegu  | Strata  | Zwyciężczyni    |
| ------- | --------- | ---- | ------------- | ----------- | ----------- | ------- | --------------- |
| 19.     | 25 lutego | 1992 | Maribor       | Zjazd       | 1:21,68 min | +1,70 s | Céline Dätwyler |
| 16.     | 26 lutego | 1992 | Maribor       | Supergigant | 1:20,66 min | +2,96 s | Regina Häusl    |
| 25.     | 27 lutego | 1992 | Maribor       | Gigant      | 1:56,37 min | +4,90 s | Regina Häusl    |
| 20.     | 29 lutego | 1992 | Maribor       | Slalom      | 1:17,03 min | +5,05 s | Urška Hrovat    |
| 11.     | 29 lutego | 1992 | Maribor       | Kombinacja  | ?           | ?       | Erika Hansson   |
| 29.     | 4 marca   | 1993 | Montecampione | Slalom      | 1:16,22 min | +6,95 s | Morena Gallizio |
| 2.      | 5 marca   | 1993 | Montecampione | Supergigant | 1:39,23 min | +0,21 s | Isolde Kostner  |
| 26.     | 7 marca   | 1993 | Montecampione | Gigant      | 2:06,03 min | +5,94 s | Karin Roten     |
| 11.     | 7 marca   | 1993 | Montecampione | Kombinacja  | ?           | ?       | Morena Gallizio |

### Puchar Świata

#### Miejsca w klasyfikacji generalnej
- sezon 1992/1993: 100.
- sezon 1993/1994: 96.
- sezon 1994/1995: 35.
- sezon 1995/1996: 34.
- sezon 1996/1997: 38.

#### Miejsca na podium
Summermatter nigdy nie stanęła na podium zawodów PŚ.